# Dan Jarvis
Daniel Owen Woolgar Jarvis (* 30. listopadu 1972) je britský politik za Labouristickou stranu a bývalý důstojník Britské armády. Od roku 1997 do roku 2001 působil v elitním výsadkovém pluku, poté byl v roce 2011 zvolen poslancem parlamentu za Barnsley Central. V roce 2018 byl zvolen starostou oblasti města Sheffieldu.

## Osobní život
Narodil se 30. listopadu 1972 v Nottinghamu. Jeho rodiče byli učitelka a probační úředník. Navštěvoval základní školu Lady Bay a poté studoval na Rushcliffe School. Vystudoval mezinárodní politiku na Aberystwythské univerzitě. Vystudoval v roce 1996 s titulem bakalář umění na mezinárodní politice a strategických studiích. V roce 2011 absolvoval magisterský program Konflikt, bezpečnost a rozvoj na Královské koleji v Londýně.
Se svou první manželkou, Caroline, se setkal v roce 2000, když pracovala jako osobní šéfkuchařka pro rodinu Michaela Jacksona. Jejich první dítě se narodilo v roce 2003, tři dny předtím, než byl Jarvis nasazen do Iráku, a v roce 2005 se mu narodilo druhé dítě. Caroline Jarvisové byla v roce 2006 diagnostikována rakovina střev a zemřela ve věku 43 let v červenci 2010.  V roce 2013 se Jarvis oženil s grafičkou a měli další dítě.

## Vojenská kariéra
Od roku 1997 byl členem elitního výsadkového pluku a zúčastnil se operace Banner, války v Kosovu a Prištinského incidentu, invaze do Iráku 2003 a války v Afghánistánu. Z armády odešel v roce 2011 v hodnosti majora.

## Politická kariéra
V roce 2011 byl zvolen poslancem Dolní sněmovny Spojeného království za Labouristickou stranu, jejímž členem se stal už jako osmnáctiletý univerzitní student. Jednalo se o mimořádné doplňovací volby v okrsku Barnsley Central po rezignaci Erica Illsleye. V roce 2018 byl zvolen starostou oblasti města Sheffieldu.